# Jan Riesenkampf
Jan Riesenkampf (Zabrze, Polonia, 1963) es un escritor, poeta y traductor polaco.

## Biografía
Estudió filología polaca en la Universidad Jagellónica de Cracovia.
Ha traducido al polaco obras francesas de Jacques Brel, griegas de Constantino Cavafis, rusas de Bulat Okudzhava, Alexander Rosenbaum y Marina Tsvetáyeva, italianas de Cesare Pavese y obras catalanas de Lluís Llach como L'estaca, El bandoler o La gallineta.

## Obras seleccionadas
- 1992: Koszula[1] (Cracovia, 1992)[2]
- 1999: Wybrane[3] (Varsovia, 1999)[4]
- 2002: jan.riesenkampf.com[5]
- 2005: Zwykly poeta (Varsovia, 2005)[6]